# Trolleybus de La Chaux-de-Fonds
Les trolleybus de La Chaux-de-Fonds faisaient partie du réseau de transports en commun à La Chaux-de-Fonds, dans le canton de Neuchâtel, en Suisse.
Ouvert en 1949, le réseau de trolleybus a graduellement remplacé l'ancien tramway de la Chaux-de-Fonds. À partir de 2005, le réseau est exploité par les Transports régionaux neuchâtelois (TRN), puis à partir de 2012 par les Transports publics neuchâtelois (TransN). Le réseau est complété par plusieurs lignes de bus exploitées par la même autorité.
En avril 2011, les TRN ont annoncé vouloir remplacer les trolleybus en 2014 par des autobus à propulsion hybride, ce qui a suscité une vague de protestations vigoureuses,.
En 2014, comme les Transports publics neuchâtelois l'avait annoncé, l'exploitation électrique fut abandonnée. Les Solaris Trollino de 12 et 18 mètres ont été remisés et les Hess Swisstrolley 2 ont été transportés à Neuchâtel où ils assurent parfois mais plutôt rarement l'exploitation des lignes urbaines de la ville. Ils furent ainsi repeints avec la livrée TransN.
Le 10 février 2022, TransN a annoncé l'achat de 30 trolleybus déperchables à batterie destinées aux réseaux de Neuchâtel et de La Chaux-de-Fonds. Ils seront livrés entre 2023 et 2026.
Dès le 12 février 2024, le courant a été remis sur le réseau de trolleybus.. Des tests commencent sur la ligne 302 et les chauffeurs seront formés à conduire les trolleybus dès le mois de mars 2024

## Histoire
Le réseau a été ouvert le 23 décembre 1949. Sa société d'exploitation initiale est la Compagnie des Transports en commun, La Chaux-de-Fonds. La première ligne de trolleybus du réseau, longue de 3,54 kilomètres, remplace le tramway entre les stations Tricentenaire à Hôpital. Le 16 juin 1950, la dernière ligne de tramway encore en service commercial est remplacée par trolleybus.
Le 13 novembre 1954, la dernière ligne de bus classique de la Chaux-de-Fonds, qui fonctionnait depuis 1948, a été transformée en une ligne de trolleybus. Cela laisse pendant quelque temps le trolleybus comme seule forme de transport en commun dans la ville.
En 1960, le réseau est remanié pour former trois lignes radiales, désignées 1-2, 4-5 et 6-7, pour refléter les noms de leurs terminus. Chaque ligne est exploitée avec des fréquences de 12 minutes en heures creuses et à intervalles de 6 minutes pendant les heures de pointe. En 1975, la ligne d'autobus diesel 9, ouverte en 1966, est convertie en trolleybus. L'année suivante, c'est au tour de la ligne 6 d'être électrifiée et exploitée par des trolleybus.
Le 28 mai 1990, la ligne 7 est convertie en fonctionnement diesel et, simultanément, une nouvelle ligne de numérotation a été introduite. Les lignes de trolleybus restantes ont été renumérotés 1 et 4. En 1995, à la suite de la construction d'un nouveau dépôt, la ligne 2, est à nouveau électrifiée. Deux ans plus tard, le 1er novembre 1997, les trolleybus sont réintroduits sur la ligne 4, après que cette ligne ait été exploitée par autobus diesel pendant plusieurs années. Ligne 4 est également prolongée jusqu'à l'aérodrome de Les Éplatures.
À la suite d'une réorganisation en 2005, les Transports régionaux neuchâtelois (TRN) assurent l'exploitation du réseau de trolleybus.
En avril 2011, les TRN ont annoncé vouloir remplacer les trolleybus de La Chaux-de-Fonds en 2014 par des autobus à propulsion hybride, ce qui a suscité une vague de protestations vigoureuses. Deux raisons principales ont été donnés par TRN : d'une part, les nombreux travaux routiers dans la ville entravent la circulation des trolleybus et nécessiteraient de déplacer les bifilaires. Par exemple, un investissement de 2,5 millions de francs suisses serait nécessaire pour assurer la continuité de la circulation des trolleybus pendant le réaménagement de la Place de la Gare. D'autre part en outre, le coût unitaire de nouveaux trolleybus, estimé à 1,3 million de francs par véhicule, est jugé beaucoup plus coûteux à acquérir que de nouveaux autobus hybrides à 800 000 francs chacun.
Le 27 juin 2012, les TN ont fusionné avec les Transports régionaux neuchâtelois (TRN) pour devenir les Transports Publics Neuchâtelois (abrégé TransN), avec effet rétroactif au 1er janvier 2012.

## Lignes
|     | Destinations desservies                  | Matériel roulant                       | Fréquentation |
| --- | ---------------------------------------- | -------------------------------------- | ------------- |
| 301 | Recorne - Gare - Arêtes                  | Hess Swisstrolley, Solaris Trollino 18 | 10 min        |
| 302 | Combe-à-l'ours - Gare - Charrière        | Solaris Trollino 12                    | 10 min        |
| 304 | Eplatures Nord - Forges - Gare - Hôpital | Hess Swisstrolley, Solaris Trollino 18 | 10 min        |

## Matériel roulant
La Chaux-de-Fonds était, avec Lausanne, l'un des seuls réseaux de trolleybus suisses utilisant encore des trolleybus standards (deux essieux).
Le parc compte 12 véhicules, tous équipés de plancher surbaissé :
|  | Numéros de parc | Quantité | Constructeur | Chaîne de traction | Modèle                 | Configuration | Années de livraison | Notes                                                         |
|  | --------------- | -------- | ------------ | ------------------ | ---------------------- | ------------- | ------------------- | ------------------------------------------------------------- |
|  | 121–125         | 5        | NAW / Hess   | Siemens            | BGT-N (Swisstrolley 2) | Articulé      | 1996                | En service au réseau de trolleybus de Neuchâtel jusqu'à 2015. |
|  | 131–133         | 3        | Solaris      | Cegelec            | Trollino 12 AC         | Standard      | 2005                | Vendus au réseau de trolleybus de Ostrava (CZ)                |
|  | 141–144         | 4        | Solaris      | Cegelec            | Trollino 18 AC         | Articulé      | 2005                | Vendus au réseau de trolleybus de Salzbourg (AT).             |

## Annexe